# Valeriana niphobia
Valeriana niphobia är en kaprifolväxtart som beskrevs av Briquet. Valeriana niphobia ingår i släktet vänderötter, och familjen kaprifolväxter. Inga underarter finns listade i Catalogue of Life.